# 슈퍼바이킹
《슈퍼바이킹》(Super Viking)은 대한민국의 SBS에서 2006년 11월 4일부터 2007년 4월 15일까지 방영되었던 예능 프로그램이다. 놀이기구 설치에 드는 비용이 10억원, 순수 제작비는 회당 7천만원가량으로 방송 전부터 큰 관심을 모았으나 시청률 부진으로 23회만에 막을 내렸다.

## 기획 의도
2명이 팀을 이뤄 6개의 장애물을 통과해 우승자를 가리는 게임 쇼 프로그램이다. 참가자의 연령이나 성별에 따라 제한시간이 늘어나기도 했다.
제한시간 안에 장애물을 모두 통과하면 황금모자와 더 높은 난도의 결선라운드 출전권이 주어진다. 결선라운드까지 통과한다면 가족해외여행권이 증정된다.
도중에 물에 빠지거나, 지정된 문제를 틀리거나, 특정 구간에서 지정된 도구를 잘못 사용하거나, 제한시간을 넘기면 도전 실패.

## 방송 일정
- 2006년 11월 4일 ~ 2007년 4월 15일 : 매주 토요일 저녁 6시 40분 ~ 8시

## 진행자
- 이경규

## 출연자
- 1회 : 이영하-아들 이상원 / 이왕표-여제자 / 이다도시-아들 / 이광기-딸 / 장동민-아버지 / 홍서범-딸 / 장영란-아버지 / 표영호-김현철 / 홍석천-사촌동생 / 유정현-박찬민
- 2회 : 아유미-고동근 / 박준규와 큰아들 / 붐-김태현 / 윤철형-아들 이유진-외숙모 / 박샤론-박희정 / 최현우-박기훈 / 김구라-아들 / 안상태-부인[3] / 표영호-김현철
- 3회 : 데프콘-동생 / 박보드레-오빠 / 김승현-SIC / 조갑경-딸, 김디에나-새언니 / 표인봉 -부인 / 로버트할리-아들 / 홍석천-사촌동생, 신신애-동생 / 표영호-김현철
- 4회 : 오종혁-김빈우 / 이지혜-어머니 / 박준규-둘째 아들 / 춘자-동생 / 금보라-아들 / 이연경-아들 / 조갑경-아들 / 표영호-김현철 / 김기수-빽가 / 허수향-한옥정
- 5회 : 이상원-동생 / 별-엄마 / 윤철형-부인 / 이다도시-아들 / 이왕표-노지심 / 김명국-딸 / 표영호-김현철/ 김석민-사촌동생 / 정시원 -정준양 / 최성준-최성욱
- 6회 : 동방신기, JYJ(믹키유천, 유노윤호, 시아준수, 최강창민, 영웅재중) / 슈퍼주니어 (강인, 동해) / 파란 (라이언, 에이제이) X-mas / 이정현 / 배슬기 / 김현정/ 캔 / 주영훈 / 크라운제이 천상지희 더 그레이스 (스테파니 더 그레이스 , 선데이 더 그레이스) / 이선일 / 문천식 / 고명환 / 김현철 / 하리수 / 슈퍼모델 (차서린, 신하영) LPG (한영-연오) / 김완기 / 무기 / 전환규 / 박창용
- 7회 : 동방신기, JYJ(믹키유천, 유노윤호, 시아준수, 최강창민, 영웅재중) / 슈퍼주니어 (강인, 동해) / 파란 (라이언, 에이제이) / X-mas / 이정현 / 배슬기 / 김현정/ 캔 / 주영훈 / 크라운제이 / 천상지희 더 그레이스 (스테파니 더 그레이스 , 선데이 더 그레이스) / 이선일 / 문천식 / 고명환 / 김현철 / 하리수 / 슈퍼모델 (차서린, 신하영) / LPG (한영-연오) / 김완기 / 무기 / 전환규 / 박상용
- 8회 : 천명훈-아유미 / 듀크 / 김주현-위양호 / 표진인-부인 / 표영호-김현철 / 박슬기-엄마 / SIC-누나 / 이왕표-노지심 / 강성필-강현정 / 김경록-아빠
- 9회 : 일반인 가족, 동료 50팀 / 각 도의 응원단장 - 박보드레, 김완기, 김현철, 표영호, 김종석
- 10회 : 강성범-장재영 / 유남석-김민수 / 정만호-윤성한 / 박보드레-엄마 / 손명은-바디밴드 / 정주리-김현정 / 백보람-이경분 / 이재형-한현민 / 박광수-아버지 / 김용명-조두석 / 박규선-동생
- 11회 : 김형준-김현중 / SS501 김규종-허영생 / 데니스강-최정규 / 지상렬-염경환 / 천명훈-타이거마르코 / 붐 - 김범 / 간미연-간영욱 / 진태화-신기현 / 전수경-전무선 / 표영주-신선아
- 12회 : 안문숙-유남석 / 천명훈-배슬기 / 파란 라이언-네오 / 쿨 김성수-찰스 / 김종석-형 김종화 / 한기범-아들 한이세 / 예재형-이상준 / 이숙-손자 남재훈 / 임유경-이윤경 / 김성민-엄마 최광순 / 지영-휘린
- 13회 : 영웅재중-김완기 / 시아준수-박창용 / 진태화와 신기현 / 김승현-SIC / 최성준 동생 최성욱 / 유남석-김민수 / 이재형-한현민 / 정만호-윤성한 / 예제형-이상준
- 14회 : 김창렬-데프콘 / 배칠수-전영미 / 허수경-김민성 / 정미선-정삼식 / 정석문-정지행 / 김정일-유영미 / 김영우-성진환 / 이숙영-명로진 / 김범용-일반인
- 15회 : 주영훈-이윤미 / 김종민-붐 / 양배추-친누나 조미경 / 리오-찰리박 / 김미연-박용기 / 양세형-홍동명 / 장재영-이영준 / 김학도-조재영 / 지환-이선일 / 서영-현재성 / 박진아-최필립
- 16회 : 슈퍼바이킹 스페셜
- 17회 : 문대성-김길태 장재근-딸 장형원 / 김대은-김수면 / 차유람-차보람 / 백승일-이승삼 / 김민수-서두원 / 남보라-김효미 / 김민철-최대우 / 한지연-동생 한상경
- 18회 : 전진-앤디 / 김재우-안혜지 / 박찬민-김일중 / 유혜정-이승우 / 안지환-안예인 / 김병만-정명훈 / 이용-이미숙 / 붐-박현빈 / 안계범-아들 안성원 / 심민-조민혜
- 19회 : 브라이언-붐 / 박정아-김경록 / 여홍철-김동화 / 이승현-조앤 / 솔비-우재 / 정은표-조성민 / 이민-크리스탈 / 임혁필-권진영 / 김부선-미소 / 서문탁-솔플라워 / 박상도-아들
- 20회 : 문대성-김우규 / 김민수-김기수 / 이루-이현지 / 김구라-염경환 / 붐-박경환 / 문천식-하용진 / 윤진영-김필수 / 이인경-이은미 / 김정헌-김빛새날 / 권선국-김민교
- 21회 : 양배추-황은정 / 하리수-크라운제이 / 강성필-외삼촌 임상욱 / 강승호- 일락 / 이미진-박은솔 / 안계범-신효범 / 천명훈-김윤희 / 정진-박성진 / 붐-김학도 / 심권호-한태영
- 22회 : KCM-수호 / 박현빈-샘헤밍턴 / 정덕희-딸 이승민 / 김숙-문세윤 / 황승환-류담 / 한영-수아 / 박수정-김지혜 / 윤영미-아들 황예손 / 김수용-김경민
- 23회 : 스페셜

## 종목
- 1라운드

```
* 1구간 : 점핑 징검다리
* 2구간 : 회오리 원통 > 삼각 브릿지
* 3구간 : 고속 슬라이드
* 4구간 : 후룸 라이드
* 5구간 : 미션 브릿지
* 6구간 : 절벽 터치다운
```

- 결선라운드

```
* 1구간 : 원통 브릿지 > 커플 밸런스
* 2구간 : 스카이 착지 > 원통 브릿지
* 3구간 : 스카이 착지
```

## 정복자
- 파란
- 김병만, 정명훈
- 여홍철, 김동화
- 김필수, 윤진영

## 내레이션
- 안지환

## 시청 등급
2007년부터 시청 등급제도가 추가되어 "모든 연령 시청가"로 분류되었다.

## 결방
- 2007년 2월 17일 - 설 특집 <닥터 레옹의 매직쇼 기적2> 편성[4]

## 촬영 세트
- 한국국제전시장

## 같이 보기
- 출발드림팀 시즌 2 (KBS) - 2010년대 편성.